# 沃爾薩姆 (明尼蘇達州)
沃爾薩姆（英語：Waltham）是一個位於美國明尼蘇達州毛爾縣的城市。

## 歷史
沃爾薩姆於1885年成立，得名自麻薩諸塞州的沃爾薩姆。

## 人口
根據2020年美國人口普查的數據，沃爾薩姆的面積為1.24平方千米，皆為陸地。當地共有人口164人，而人口密度為每平方千米132人。